# Erich Übelhardt
Erich Übelhardt (7 juni 1958) is een voormalig Zwitsers mountainbiker en veldrijder. In 1991 won hij de titel bij de tweede editie van de Europese kampioenschappen mountainbike op het onderdeel cross country. Het jaar daarop wist Übelhardt zijn kampioenstrui met succes te verdedigen.

## Erelijst

### Mountainbike
1989
- Europese kampioenschappen, Cross Country

1991
- Europese kampioenschappen, Cross Country

1992
- Europese kampioenschappen, Cross Country
- 3e in WB-wedstrijd Kirchzarten, Cross Country